# Bokeem Woodbine
Bokeem Woodbine, född 13 april 1973 i New York, är en amerikansk skådespelare.
Woodbine har bland annat medverkat i filmerna Ghostbusters: Afterlife, Old Dads och Queen & Slim.

## Filmografi (i urval)
- 1996 – The Rock
- 2001 – 3000 Miles to Graceland
- 2004 – Ray
- 2006 – Blood of a Champion
- 2012 – Total Recall (2012)
- 2013 – Riddick
- 2015–2020 – Fargo (TV-serie)
- 2017 – Spider-Man: Homecoming
- 2019 – Queen & Slim
- 2021 – Ghostbusters: Afterlife
- 2023 – Old Dads
- 2025 – Government Cheese (TV-serie)